# 颱風桑卡 (2011年)
颱風桑卡（英語：Typhoon Sonca，聯合颱風警報中心：19W，國際編號：1116）為2011年太平洋颱風季第16個被命名的風暴。「桑卡」一名乃由越南提供，是一種啼聲美妙的雀鳥，居於深山中。

## 發展過程
- 9月13日此熱帶氣旋被編號為93W，並與颱風洛克產生藤原效應。
- 9月15日日本氣象廳此熱帶氣旋升格為熱帶風暴，並給予命名桑卡及編號1116。
- 9月17日聯合颱風警報中心升格為1級颱風。
- 9月18日日本氣象廳此熱帶氣旋升格為颱風。
- 9月20日11時聯合颱風警報中心為此熱帶氣旋發出最後警告，同天已轉化為溫帶氣旋。

## 外部連結
- （英文）http://www.usno.navy.mil/JTWC/ （页面存档备份，存于） 聯合颱風警報中心首頁
- （繁體中文）http://www.cwb.gov.tw/ （页面存档备份，存于） 中央氣象局首頁
- （日語）http://www.jma.go.jp/jma/index.html （页面存档备份，存于） 日本氣象廳首頁
- （繁體中文）http://www.hko.gov.hk/ （页面存档备份，存于） 香港天文台首頁
- （繁體中文）http://www.smg.gov.mo/ （页面存档备份，存于） 澳門地球物理暨氣象局首頁

## 圖片

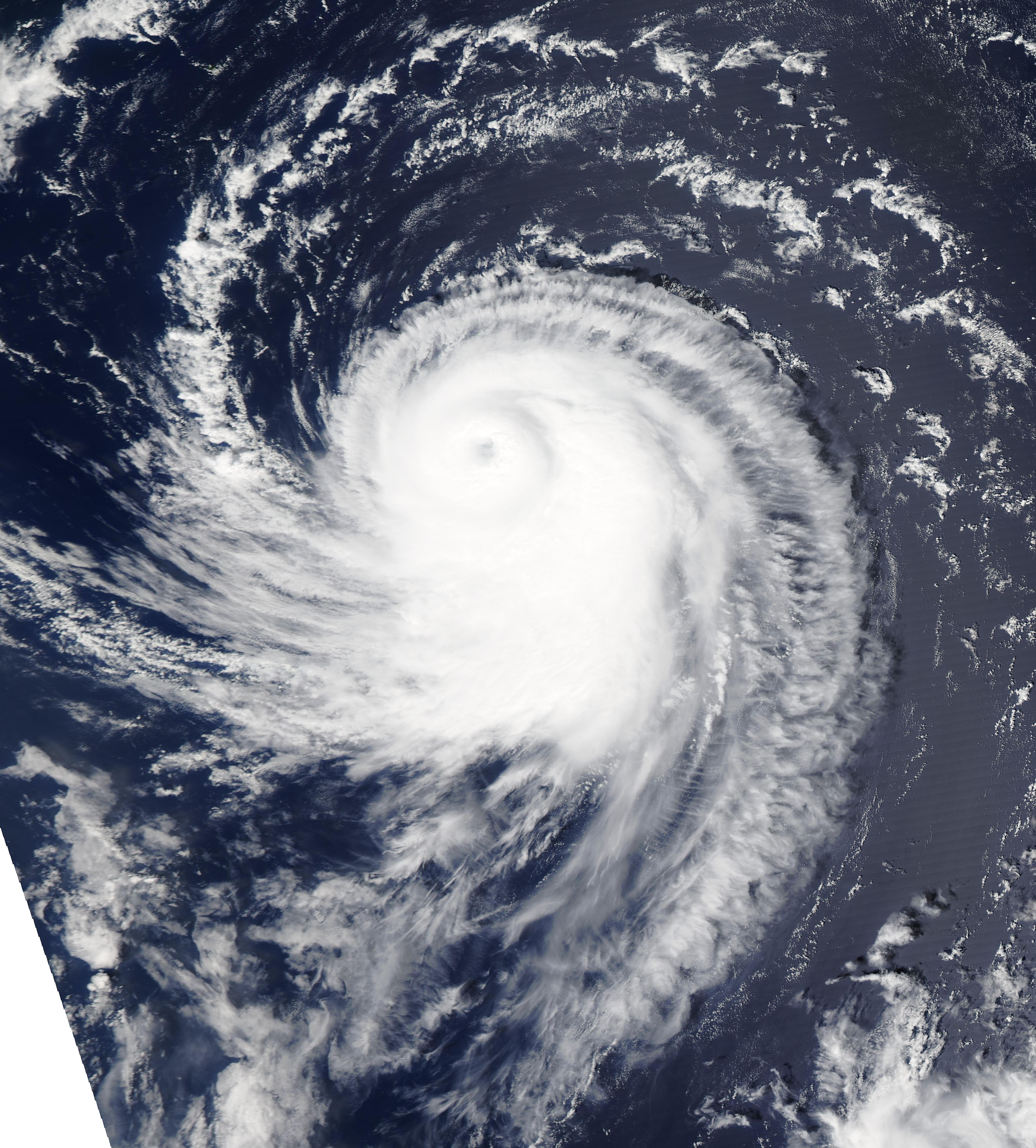